# سكوت بروكس
سكوت بروكس (بالإنجليزية: Scott Brooks)‏ مواليد 31 يوليو 1965 في كاليفورنيا، هو لاعب كرة سلة محترف أمريكي أصبح مدرباً بدأ مسيرته الاحترافية في سنة 1987 يدرب فريق واشنطن ويزاردز في الرابطة الوطنية لكرة السلة. يبلغ طوله 5 قدم 11 بوصة (1.8 م). اعتزل اللعب في 2001.

## فرق لعب لها
- فيلادلفيا سفنتي سيكسرز
- مينيسيوتا تيمبر وولفز
- هيوستن روكتس
- دالاس مافيريكس
- نيويورك نيكس
- كليفلاند كافالييرز

## روابط خارجية
- سكوت بروكس على موقع إن بي أي (الإنجليزية)
- سكوت بروكس على موقع سبورتس رفرنس (الإنجليزية)
- سكوت بروكس على موقع إي إس بي إن.كوم (الإنجليزية)
- سكوت بروكس على موقع كلية كرة السلة في سبورتس رفرنس.كوم (الإنجليزية)
- سكوت بروكس على موقع ريلجم (الإنجليزية)
- سكوت بروكس على موقع بروبوليرز (الإنجليزية)
- سكوت بروكس على موقع سبورتس رفرنس (الإنجليزية)